# Visserspoort
De Visserspoort, ook wel Vissersmaaspoort of (oude) Batpoort genoemd, was een middeleeuwse stadspoort langs de rivier de Maas in de Nederlandse stad Maastricht. De poort was onderdeel van de eerste stadsmuur van Maastricht en was gelegen aan de oostzijde van de Maastrichter Smedenstraat bij de Vissersmaas. De oorspronkelijke poort dateerde waarschijnlijk uit de 13e eeuw en werd tussen 1633 en 1645 vervangen door de (nieuwe) Batpoort, die in 1849 werd gesloopt.

## Geschiedenis

### Bouw eerste middeleeuwse stadsmuur
Over de bouwgeschiedenis van de oudste middeleeuwse stadsmuur van Maastricht bestaat geen duidelijkheid. In 1229 gaf de hertog van Brabant toestemming om een stenen muur om de stad te bouwen. Eerder was er al een aarden wal opgeworpen met daarop palissaden, maar deze was door de bisschop van Luik, medeheer van het tweeherige Maastricht, verwoest tijdens het Beleg van Maastricht (1204). Waarschijnlijk werd in 1229 begonnen met de bouw van stenen stadspoorten en waltorens, met elkaar verbonden door aarden wallen die in de loop van de 13e eeuw geleidelijk versteend werden. De nieuwe muur op de linker Maasoever bestond uit kolenzandsteen, strekte zich uit over een lengte van ongeveer 2,4 kilometer, was 6 à 8 meter hoog en had in totaal dertien stadspoorten, twee waterpoorten en een onbekend aantal muurtorens. Van de grotere poorten is alleen de Helpoort overgebleven.
De Visserspoort werd misschien al omstreeks 1230 gebouwd, maar wordt pas voor het eerst met name genoemd in de raadsverdragen van Maastricht van 1527 als die poert op te Vyssersmaesse. De poort was onderdeel van de eerste middeleeuwse stadsmuur, die zich aan deze kant van de stad naar het noorden toe langs de Maas uitstrekte in de richting van de Schuttenpoort en de Sint-Servaasbrug en naar het zuiden toe langs het Bat in de richting van de Onze-Lieve-Vrouwepoort. In de omgeving van de Visserspoort lagen diverse poternes (poortjes), die in geval van oorlog eenvoudig dichtgemetseld konden worden.

### De Visserspoort vanaf de 14e eeuw

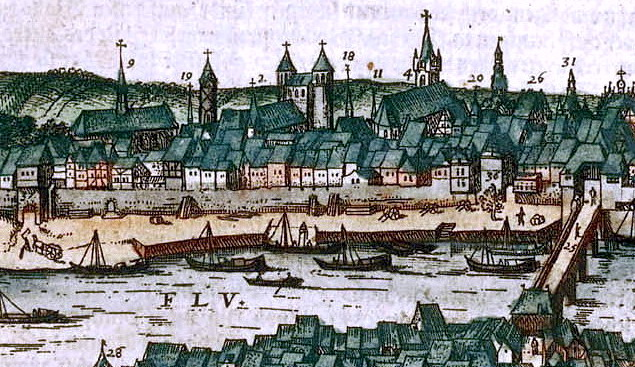
Het Bat met naast de brug de Visserspoort (36), getekend door Simon de Bellomonte, ca. 1570

Na de ingebruikname van de tweede stadsomsluiting in 1380 fungeerde de eerste muur nog enkele eeuwen als reserveverdedigingslinie. Voor de Visserspoort veranderde er weinig, aangezien de oude stadsmuur langs de Maas, inclusief de bestaande poorten, onderdeel werd van de nieuwe enceinte (omsluiting). In 1521 wordt ene Jan Hoepkens in een raadsresolutie genoemd als degene die verantwoordelijk is voor het openen en sluiten van een niet met name genoemde poort, waarvan wordt aangenomen dat de Visserspoort bedoeld wordt.
Over het uiterlijk van de Visserspoort kan weinig met zekerheid gezegd worden. Zowel op het stadspanorama van Simon de Bellomonte uit omstreeks 1570, als op zijn schets uit 1587 is de poort van de Maaszijde te zien als een eenvoudige poortopening in de stadsmuur, die ter plaatse geheel overbouwd is met huizen. Een prent van Frans Hogenberg uit het begin van de 17e eeuw laat de Vissersmaas en het Bat zien tijdens de Spaanse Furie van 1576. Van de Visserspoort is geen spoor te bekennen. Op de plattegrond van Maastricht in de Atlas van Loon uit 1652, gebaseerd op oudere kaarten van Braun en Hogenberg, is de Visserspoort te zien vanuit het zuiden als een rechthoekig gebouw met een zadeldak, dat over de stadsmuur heen gebouwd is. De poort onderscheidt zich nauwelijks van de andere Maaspoorten op de plattegrond en geeft waarschijnlijk geen getrouw beeld van de werkelijke situatie.
Als secundaire stadspoort gaf de Visserspoort vanaf de Vissersmaas toegang tot de Maaskade, ter plaatse Koolbat genoemd, waar schepen konden aanleggen. De naam Koolbat is waarschijnlijk ontleend aan de steenkool die hier vanuit het Luikerland werd aangevoerd en opgeslagen.

### Ommuring Vissersmaas en sloop Visserspoort
Begin 17e eeuw was er behoefte om de vismarkt bij de brug uit te breiden. Deze markt, die in 1377 voor het eerst genoemd werd als Mosa piscium (vismarkt aan de Maas), was uitsluitend bedoeld voor vissers van buiten de stad. Maastrichtse vissers verkochten hun vis achter de Sint-Evergisluskapel, aan de noordzijde van de Maastrichter Brugstraat. Besloten werd om een deel van het buiten de muren gelegen Bat ten zuiden van de Maasbrug te ommuren en dit aan de Vissersmaas toe te voegen. De stadsmuur werd als het ware enkele tientallen meters oostwaarts verschoven, richting Maas. Het nieuwe stukje ommuurde stad kreeg een naar het zuiden gerichte poort, de Batpoort. De oude Visserspoort, die overigens vanaf eind 16e eeuw ook al werd aangeduid als Batpoort, werd tussen 1633 en 1645 gesloopt, evenals de nabije Schuttenpoort. De vismarkt bleef tot 1662 gevestigd aan de Vissersmaas en verhuisde daarna naar de Markt, in 1777 naar de Maagdendries en daarna weer terug naar de Markt.

### Afbraak stadspoorten en ontmanteling vesting

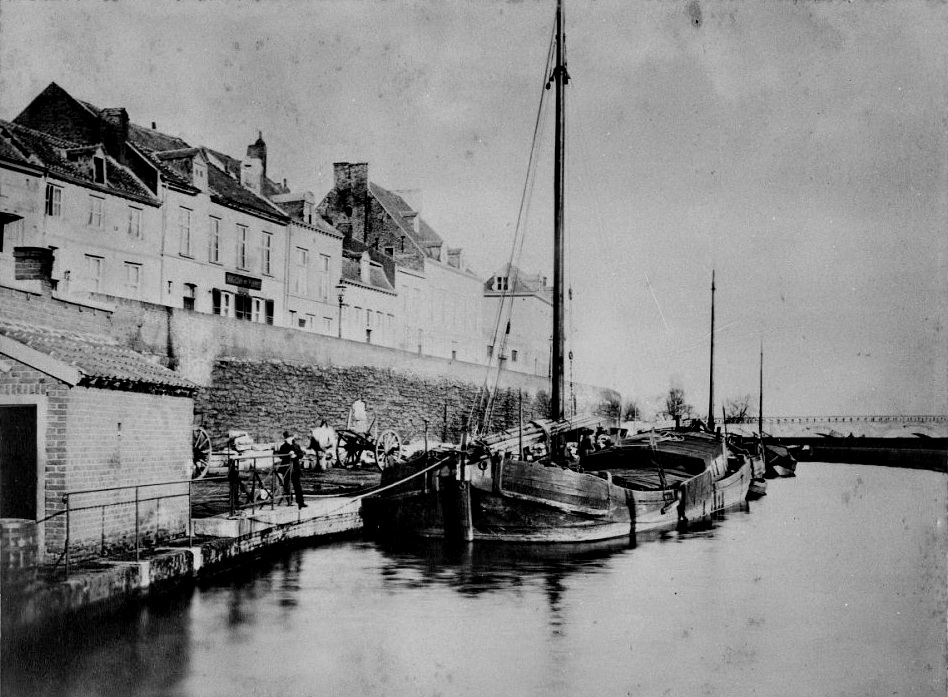
Het Kanaal Luik-Maastricht langs de Onze Lieve Vrouwewal (2e helft 19e eeuw)

In het midden van de 17e eeuw luidde de afbraak van de Leugenpoort en de Gevangenpoort op de Houtmarkt (voor de bouw van het Stadhuis van Maastricht) de teloorgang van de eerste stadsmuur in. Al eerder was de Veerlinxpoort wegens bouwvalligheid gesloopt. In de loop van de 18e eeuw verdwenen ook de meeste andere poorten van de eerste stadsomsluiting: in 1734 de Tweebergenpoort (deels), de Lenculenpoort en de Minderbroederspoort, in 1772 de Looierspoort.
Door de aanleg van het Kanaal Luik-Maastricht in 1845-1850 verdwenen de Batpoort en ten noorden van de Sint-Servaasbrug grote delen van de stadsmuur langs de Maas, inclusief de Molenpoort. De Batpoort werd in 1849 gesloopt en vervangen door een massieve tamboer. Deze zogenaamde 'Tamboer aan de Batpoort' was een laag, rechthoekig bouwwerk met een rondbogige doorvaartopening voor het scheepvaartverkeer, een poortje aan de oostzijde en trappen aan beide walkanten.
Na de opheffing van de vestingstatus op 29 mei 1867 werd de vesting Maastricht in opdracht van het Ministerie van Oorlog ontmanteld, waarna de gronden werden overgedragen aan de Dienst der Registratie en Domeinen voor sloop en herbestemming. De toen zeven in gebruik zijnde stadspoorten van Maastricht, die onder de zeggenschap van het gemeentebestuur vielen, werden tussen 1867 en 1870 als eerste afgebroken. De geleidelijke afbraak van de stadsmuren ging nog door tot de jaren 1930. In 1869 werd ook de slechts twintig jaar oude tamboer van de Batpoort verwijderd.

## Cultuurhistorisch erfgoed

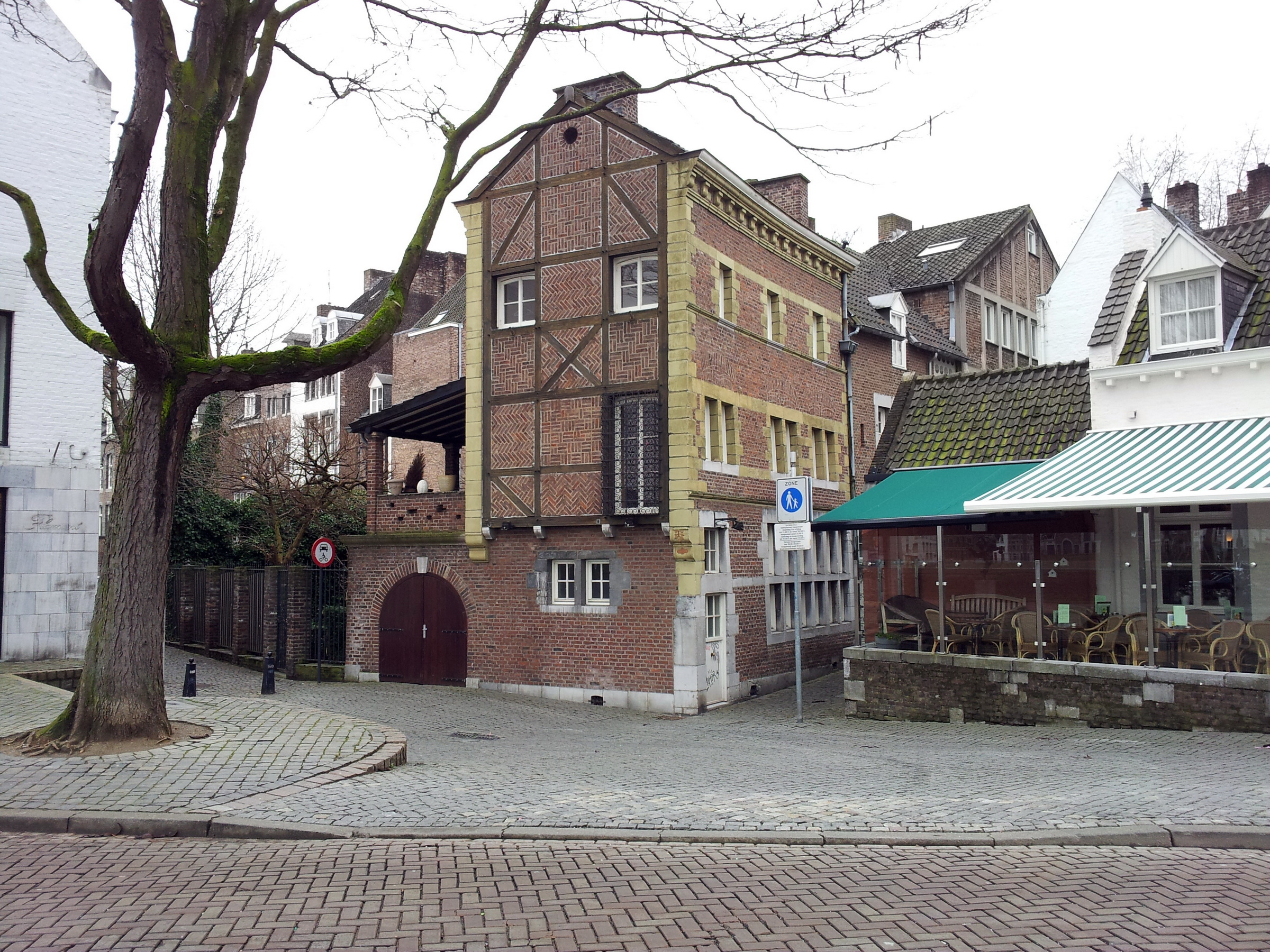
Locatie Visserspoort anno 2015

Van de Visserspoort is niets meer over. Er bestaat geen enkele nauwkeurige tekening van de poort. Bij de afbraak van de poort omstreeks 1660 hebben geen opgravingen of opmetingen plaatsgevonden. De stadsmuur langs de Maas is in dit gedeelte van de stad verdwenen. Alleen de hoge trap voor het huis Het Bat 4, een rijksmonument, getuigt nog van de wal die hier ooit lag. Verder naar het zuiden bevindt zich een gerestaureerd stuk stadswal aan de Onze Lieve Vrouwewal. Slechts de straatnamen Vissersmaas en Het Bat herinneren ter plekke aan de poorten, de markt en de kade, die het stadsbeeld in dit deel van Maastricht eeuwenlang bepaalden.